# Žeravice
Žeravice település Csehországban, Hodoníni járásban. Žeravice Těmice, Hostějov, Osvětimany, Syrovín, Ježov és Vracov településekkel határos. Lakosainak száma 996 fő (2024. január 1.).

## Népesség
A település lakosságának változását az alábbi diagram mutatja:
| Lakosok száma | 848  | 1052 | 1134 | 1184 | 1152 | 1055 | 1033 | 1019 | 924  | 996  |
|               | 1869 | 1900 | 1921 | 1961 | 1980 | 2011 | 2016 | 2019 | 2021 | 2024 |